# Art Pepper
Pour les articles homonymes, voir Pepper.
Arthur Edward Pepper, dit Art Pepper, né à Gardena, Californie le 1er septembre 1925 et mort à Los Angeles le 15 juin 1982, est un saxophoniste (alto, ténor), clarinettiste et compositeur de jazz américain.

## Biographie
Enfant, Art Pepper étudie la clarinette puis le saxophone alto. Il commence sa carrière musicale dans les années 1940 en jouant avec Gus Arnheim, Benny Carter et Lee Young. Il entre ensuite chez Stan Kenton chez qui il reste une année (1943). Après son service militaire il revient dans l'orchestre de Kenton dont il sera membre par épisodes de 1947 à 1952. À cette époque, il crée un quartet et rencontre ses premiers ennuis avec les stupéfiants. Il est condamné à deux ans de prison. À sa sortie (août 1954), il enregistre pour Pacific Jazz Records, Tampa, Pablo Records et Intro avant de commencer une longue collaboration avec Contemporary Records et Lester Koenig. Il devient alors l'un des plus grands représentants du jazz West Coast avec entre autres Chet Baker, Gerry Mulligan ou encore Shelly Manne.
Mais sa vie devient de plus en plus chaotique si bien qu'à partir de 1959, ses séjours à San Quentin et à la prison de Chino se succèdent. En 1966, il est libéré puis chute à nouveau. À sa sortie, il décide d'aller à Synanon pour se désintoxiquer. Il y rencontre sa troisième femme, Laurie. Après trois ans, l'envie de jouer revient.
Il se soigne à la méthadone à partir de 1975, ce qui lui permet de faire un retour et d'enregistrer plusieurs disques remarqués. En 1977, il se produit au Village Vanguard avant une deuxième et triomphale tournée au Japon. Son autobiographie, Straight Life (1980), coécrite avec Laurie, est une exploration singulière du monde du jazz et de la drogue en Californie.
En 1980, avec Winter Moon (Galaxy), il signe l'un des plus beaux disques de jazz avec cordes.
Sa santé se dégrade et il meurt en 1982 à Los Angeles.

## Style
Art Pepper se forge un style unique lors de son passage dans le Stan Kenton Orchestra (voir le morceau Art Pepper où son style est déjà défini). Il sera l'un des seuls altoistes des années 1950, avec Lee Konitz par exemple, à s'affranchir de l'influence écrasante de Charlie Parker sur l'instrument.

« Eventually he would forge a partnership between swing and bop, hot and cool, that would stand out as one of the most authentic alto sounds of the 1950's... Much of Pepper's genius lay in this serpentine ability to swallow whole the styles of his most illustrious contemporaries while remaining true to himself.

Il devait réussir à associer créativement les styles du swing et du bop, du hot et du cool, affirmant ce qui devait s'imposer comme l'un des sons d'alto les plus authentiques des années 1950 … Le génie de Pepper réside dans cette capacité de boa d'ingurgiter totalement les styles de ses illustres contemporains tout en demeurant fidèle à lui-même. »

— Ted Gioia, West Coast Jazz, cité dans le texte de présentation de l'album The Hollywood All-Star Sessions, Laurie Pepper, 2001
Ses années d'incarcération et le style de John Coltrane changent alors radicalement son style, presque free jazz par instant, comme l'on peut l'entendre dans Complete TV Studio Recordings enregistré en 1964.
À la suite de son retour au milieu des années 1970, son style sera une réminiscence de ses jeunes années associée à un son plus âpre, influencé par le John Coltrane des années Impulse. On peut sentir dans son style intense et énergique, à la limite de la rupture dans les tempos rapides et passionné dans les ballades, l'influence de sa vie tumultueuse sur son jeu et son envie de jouer dans les dernières années de sa vie.

« Has any saxophonist played with such newfound energy so late in life? ... Unlike virtually every other musician examined in this book, Pepper created his greatest work at the end if his life, long after his glory days of West Coast Jazz had passed... The praise he so wanted to hear, and [which] so long eluded him, is now a matter of record.

Où trouver un autre saxophoniste qui ait joué avec une telle énergie retrouvée aussi tard dans sa vie ? … Contrairement à presque tous les autres musiciens dont il est question dans ce livre, Pepper a créé ses meilleures œuvres à la fin de sa vie, longtemps après que son heure de gloire avec le West Coast Jazz fut passée … Les louanges qu'il voulait tant entendre, et [qui] l'ont si longtemps fui, lui sont maintenant définitivement acquises. »

— Ted Gioia, West Coast Jazz, cité dans le texte de présentation de l'album The Hollywood All-Star Sessions, Laurie Pepper, 2001